# Lachnocnema laches
The Southern Pied Woolly Legs (Lachnocnema laches) là một loài bướm ngày thuộc họ Bướm xanh. Loài này có ở coastal forests from the East Cape, dọc theo bờ biển của KwaZulu-Natal, inland to Swaziland, Mpumalanga, the Limpopo Province và the North West Province along wooded hills và valleys.
Sải cánh dài 23–32 mm đối với con đực và 22–32 mm đối với con cái. Con trưởng thành bay quanh năm in warmer areas with peaks in spring và cuối hè.